# Charles Thomas Maillard de Tournon
 Charles Thomas Maillard de Tournon, född den 21 december 1668 nära Turin i Savojen, död den 8 juni 1710 i Macao, var titulär patriark av Antiokia, apostolisk administrator i Fjärran östern, och en av den av romersk-katolska kyrkans kardinaler. Han är känd för sitt uppträdande under ritstriden i Kina, som han var med om att avgöra på ett sätt som bidrog till försvaga romersk-katolska kyrkans insteg i Kina.

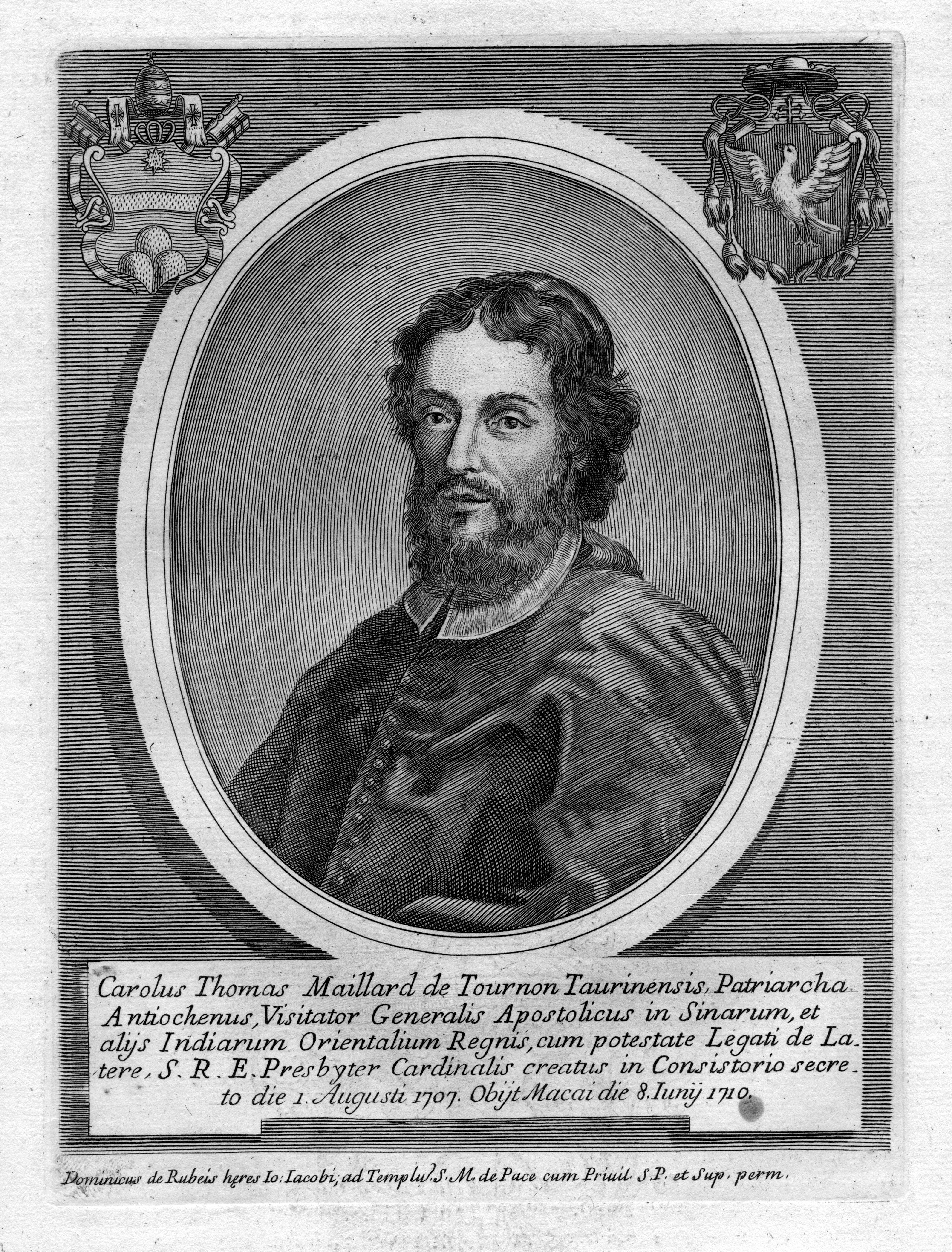

## Biografi
de Tournon var av savojardisk adelssläkt och var knuten till kurian. Vid 33 års ålder blev den högt begåvade, men oerfarne de Tournon utnämnd av påven Klemens XI till legatus a latere och till patriark av Antiokia. Han biskopsvigdes den 27 december 1701.
Försedd med extraordinära fullmakter som apostolisk visitator reste han till Kina för att bilägga ritstriden, som hade blossat upp igen efter att den apostoliske vikarien av Fujian monsignore Charles Maigrot M.E.P. hade utlöst den på nytt genom en rad förbud 1693.
de Tournons avresa från Europa ägde rum i februari 1703, över ett och ett halvt år innan Maigrots ståndpunkt godkändes officiellt i Rom och utvidgades till att gälla i hela Kina genom dekretet Cum Deus optimus av den 20 november 1704. Men beslutet var fattat, och de Tournon kände till vilket det var. Hans uppgift i Kina var att reda ut enskilda delfrågor med Kinamissionärerna.
På väg till Kina var han i Indien, där han fördömde de malabariska riterna, det vill säga jesuiternas ackommodationsmetoder i sitt missionsarbete i landet. Så fortsatte han via Manila till Kina.
I april 1705 kom han med sitt följe til Kanton. Han hade bildat sig en uppfattning om frågorna långt innan han ankom till Kina, och samtalen han hade med medlemmar av de olika missionsordnarna i Kina rubbade honom inte.
Jesuiterna sörjde för att han fick företräde för kejsaren, Kangxi, i Peking, dit han kom den 4 december 1705. Den första audiensen ägde rum den 31 samma månad. Han blev mottagen av kejsaren med samtliga hedersbetyg som visades sändebud från främmande makter, eftersom patriarken var utsänd av påven i Rom.
Men det tog inte lång tid innan klimatet blev forsämrat. de Tournon började etablera ett slags nuntiatur vid kejsarhovet, och det utan medverkan av någon av de lärda jesuiter som var knutna till hovet som kejserliga rådgivare och vetenskapsmän och som åtnjöt kejsarens högaktning och välvilja.
Kejsaren måste också erfara att de Tournon inte var beredd att tillåta de kristna att delta i den kinesiska förfäderskulten och Konfuciuskulten, även om dessa riter sågs som helt fundamentala för det konfucianska statsskicket och att ta avstånd från riterna närmast var likvärdigt med en upprorshandling.
Vid den andra audiensen kejsaren gav de Tournon (den 29 juni 1706) och likaså vid den tredje, avskedsaudiensen, (den 30 juni samma år) varnade kejsaren honom, men utan att det hade någon verkan.
Efter en utfrågning av biskop Charles Maigrot av Fujian (den 2 augusti), som Tournon hade hänvisat till som sin främste sakkunnige beträffande konfucianismens och katolicismens oförenlighet, utvisade kejsaren Maigrot från Kina den 17 december.
Samtidigt förordnade han att alla missionärer som ville arbeta i Kina måste ansöka om ett kombinerat arbets- och uppehållstillstånd (kallat piao), och att det endast skulle komma att bli beviljat om de förband sig att följa framlidne pater Matteo Riccis ackommodationspraxis. De som vägrade blev utvisade.
de Tournon, som under tiden var på resa söderut mot Macao, promulgerade som svar det så kallade Nanjing-ediktet den 7 februari 1707, där han offentliggjorde det påvliga dekretet Cum Deus optimus från 1704 i skärpt form (med exkommunikationshot).
En rad missionärer sände appeller till Rom, eftersom de med rätta fruktade för framtiden för katolska kyrkan i Kina. Kangxi-kejsaren utvisade de Tournon till Macao, och förordnade att där fick han uppehålla sig tills ett kejserligt sändebud till Rom hade tagit reda på hur omfattande fullmakter de Tournon egentligen hade.
Portugiserna i Macao betraktade de Tournons mission som ett ingrepp i Portugals padroadomyndighet över Kina, och tog honom till fånga. de Tournon, som hade plågats av sjukdomar under hela sin Kinavistelse, dog i fångenskapen av allvarliga mag- och tarmplågor, kort efter att han hade fått veta att påven något år tidigare, i augusti 1707, hade utnämnt honom till kardinal.

## Post mortem
de Tournons dekret bekräftades både genom ett påvligt dekret av den 25 september 1710 och genom den apostoliska konstitutionen Ex illa die av den 19 mars 1715. Begivenheterna under de Tournons resa i Fjärran Östern nedtecknades detaljerat av jesuiten Kilian Stumpf i hans Acta Pekinensia, som för det mesta inte offentliggjordes (tryckt 2005).